# Ukrainas ungdomsparti
Ukrainas ungdomsparti (Молодіжна партія України) är ett politiskt parti i Ukraina.
I parlamentsvalet 2002 ingick partiet i Viktor Jusjtjenko-alliansen Vårt Ukraina.
I presidentvalet 2004 stödde man presidentkandidaten Viktor Jusjtjenko.